# Gare de Pithiviers
Gare de Pithiviers vasútállomás Franciaországban, Pithiviers településen.

## Vasútvonalak
Az állomást az alábbi vasútvonalak érintik:
- Étampes-Beaune-la-Rolande-vasútvonal

## Kapcsolódó állomások
A vasútállomáshoz az alábbi állomások vannak a legközelebb: